# Rubia aitchisonii
Rubia aitchisonii là một loài thực vật có hoa trong họ Thiến thảo. Loài này được Deb & Malick miêu tả khoa học đầu tiên năm 1967.